# Bory (przystanek kolejowy)
Bory – zlikwidowany przystanek osobowy w jaworznickiej dzielnicy Bory, w województwie śląskim. Znajdował się na współczesnej ul. Bielańskiej, usytuowany był na kilometrze 10,565 na dawnej linii kolejowej nr 126. Jaworzno Szczakowa – Bolęcin między przystankiem Jaworzno Szyb Sobieski a stacją Jaworzno Byczyna.

## Historia
Początkowo posterunek ruchu posiadał status ładowni i obsługiwał pobliską kopalnię Domsa. Po 1945 roku został przekształcony w przystanek osobowy. Ostatecznie punkt został zlikwidowany wraz z likwidacją linii w latach dziewięćdziesiątych XX w..
Pierwotnie w dzielnicy Bory istniała również stacja w innej lokalizacji. Po jej otwarciu w 1900 r. posterunek ruchu nazywał się „Jaworzno”. W 1903 r. zmieniono jego nazwę na „Bory”. Następnie po 1945 roku posterunek został zlikwidowany i przeniesiony 700 metrów na zachód – licząc kilometraż wzdłuż szlaku kolejowego.